# مهبط جبلي
المهبط الجبلي أو المطار الجبلي هو مهبط للطائرات الصغيرة والمروحيات يقع في تضاريس جبلية. تتميز هذه المطابط عمومًا بوجود مدرج به منحدر غير نمطي يتناسب مع التضاريس المحلية. يساعد هذا المنحدر الطائرة على التباطؤ عند الهبوط ويساعد على التسارع أثناء الإقلاع. يؤدي الارتفاعات العالية إلى تقليل الرفع المتاح لأجنحة الطائرات الأمر الذي يتطلب من الطائرات الإسراع أكثر عند الإقلاع والهبوط. تنتشر مثل هذه المطارات ذات الخصائص الطبيعية غير العادية في مناطق مثل جبال الألب الفرنسية  ومناطق الهملايا وجزر المحيط الهادئ.

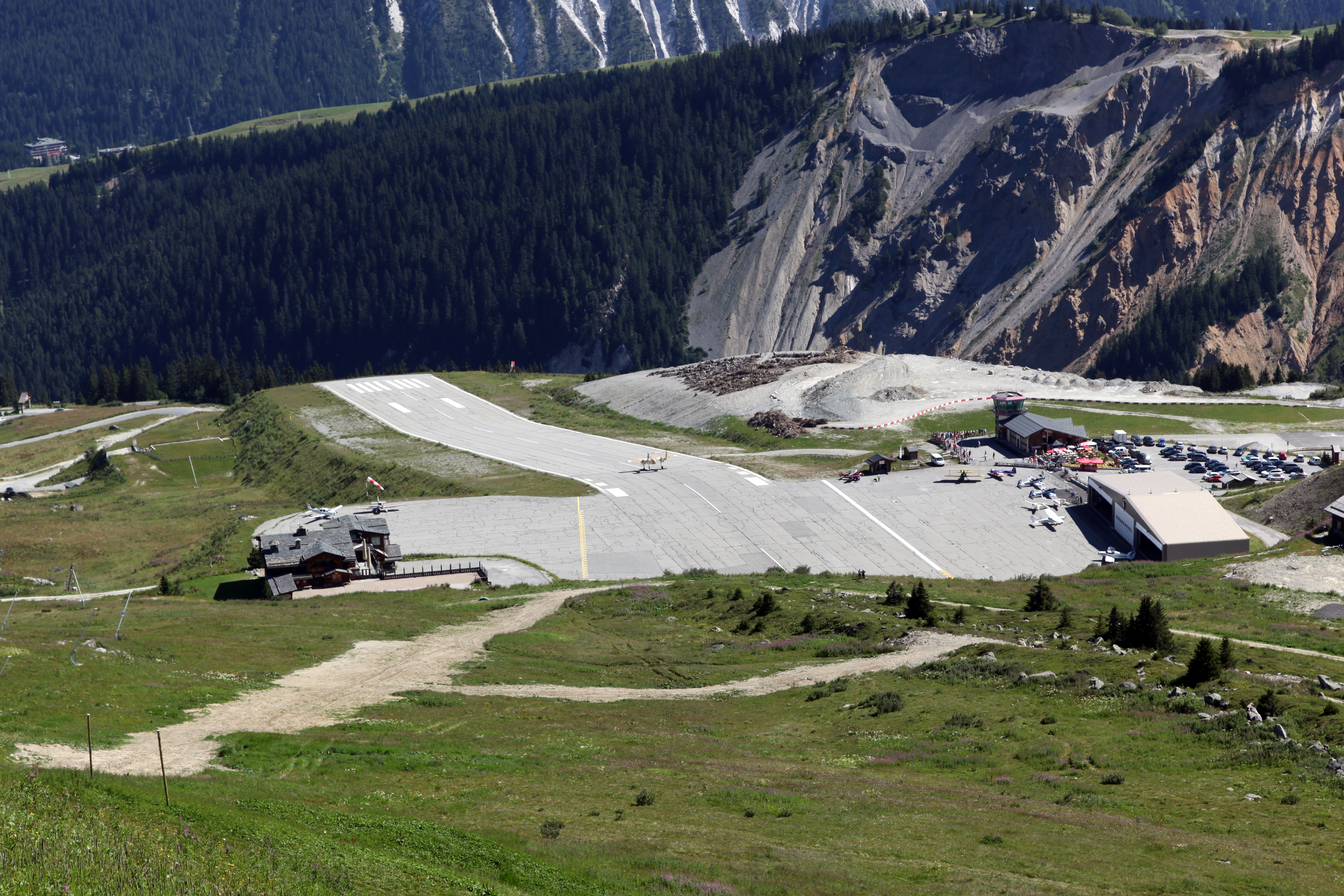